# M/F Wawel
M/F Wavel är ett Ro-paxfartyg på linjen Nynäshamn-Gdańsk för Polferries, 
Fartyget beställdes 1979 av Rederiaktiebolaget Nordö för trafik mellan Tartus i Syrien och Koper i dåvarande Jugoslavien (nuvarande Slovenien). Efter att ha gått hos Nordö i två år, köptes fartyget av det bulgariska rederiet So Mejdunaroden Automobile Transport (SOMAT) som tog över trafiken och döpte om fartyget till Tzarevetz. År 1986 chartrades fartyget till det grekiska Rederi Callitzis, som trafikerade Adriatiska havet.
År 1987 återchartrade Rederiakriebolaget Nordö fartyget och satte in det på rutten Malmö-Travemünde med varumärket Nordö-Link. September–oktober 1988 chartrades hon till DFDS för trafiken Esbjerg-Harwich. I november samma år såldes hon till det Britis Rail-ägda rederiet Sealink, där hon omdöptes  till Fiesta. Fartyget blev senare samma månad utchartrat till godsrederiet OT Africa Line och återvände till Medelhavet. Från juni 1989 gjordes ombyggnadsarbeten vid Lloyd-Werft i Bremerhaven, varvid hon 1990 döptes om till Fantasia. Under våren 1990 trafikerade fartyget rutten Dover-Calais. Fartyget fick sedan problem med bogpropellern och måste återvända till Bremerhaven. I december 1990 blev fartyget Stena Fantasia. Vid anlopp till Calais den 8 januari 1991 kolliderade hon mot rampen och fick skador på aktern. 
I januari-februari 1992 gjordes en ombyggnad på Cityvarvet i Göteborg.
År 1998 ingick Stena Line och P&O Ferries ett samarbete och fartyget bytte namn till P&OSL Cantebury, vilket i oktober 2002 ändrades till PO Cantebury, då P&O Ferries blev ensam ägare till fartyget. Trafiken med MS Cantebury på linjen Dover-Calais avslutades i maj 2003, och fartyget lades upp i Dunkerque för att sedan säljas till grekiska GA Ferries och få namnet Alkmini A. I juni 2004 sattes fartyget in i GA Ferries trafik mellan Igoumenitsa och Brindisi.
I september 2004 lades fartyget upp i Perama, såldes till Polferries och omdöptes till Wavel. I oktober skedde två ombyggnader vid skeppsvarvet i Gdańsk. Från mars 2005 och tio år framåt seglade Wavel på linjen Ystad-Świnouście och gick sedan maj 2015 på linjen Nynäshamn-Gdańsk.